# Eidmanacris corumbatai
Eidmanacris corumbatai är en insektsart som beskrevs av García-novo 1998. Eidmanacris corumbatai ingår i släktet Eidmanacris och familjen syrsor. Inga underarter finns listade i Catalogue of Life.